# Langueux
Langueux (en bretó Langaeg) és un municipi francès, situat a la regió de Bretanya, al departament de Costes del Nord. L'any 2006 tenia 6.802 habitants. Limita amb els municipis de Saint-Brieuc a l'oest, Trégueux al sud, Yffiniac a l'est i la Badia de Saint-Brieuc al nord.

## Demografia
| 1962                                       | 1968 | 1975 | 1982 | 1990 | 1999 |
| ------------------------------------------ | ---- | ---- | ---- | ---- | ---- |
| 2584                                       | 2951 | 3838 | 4767 | 5938 | 6248 |
| Des de 1962: població sense dobles comptes |      |      |      |      |      |

## Administració
| Període | Identitat     | Partit |
| ------- | ------------- | ------ |
| 2001-   | Michel Lesage | PS     |